# Michail Ivanovič Lebedev

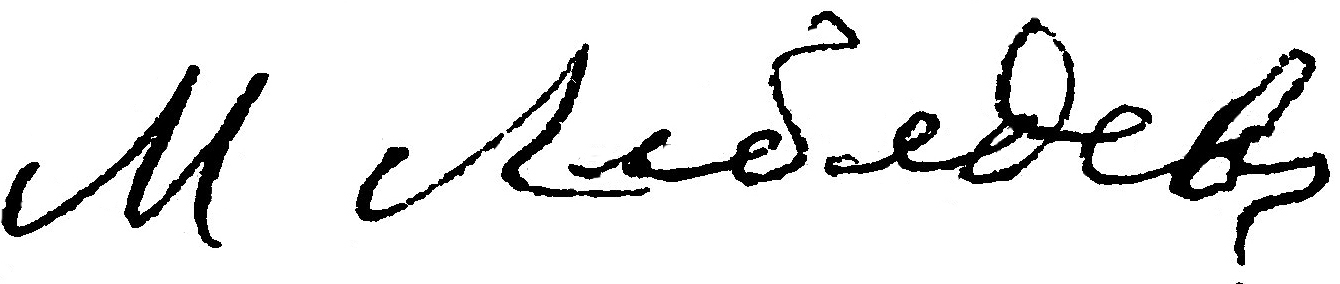
Firma di Michail Lebedev

Michail Ivanovič Lebedev, in russo Михаил Иванович Лебедев? (Tartu, 16 novembre 1811 – Napoli, 25 luglio 1837), è stato un pittore russo, uno dei migliori pittori paesaggisti russi della prima metà del XIX secolo.

## Biografia

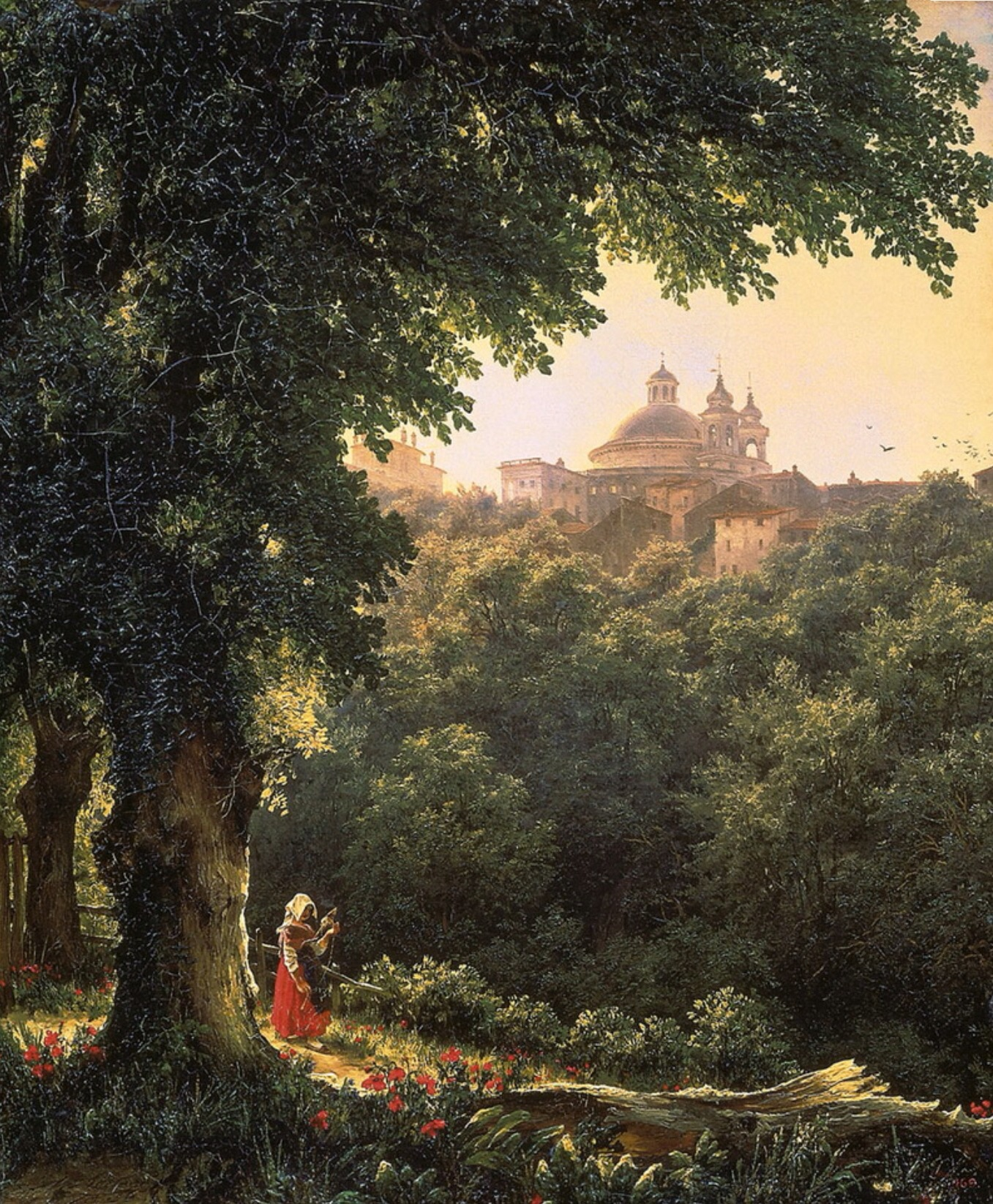
Ariccia vicino a Roma, 1836, Museo russo, San Pietroburgo

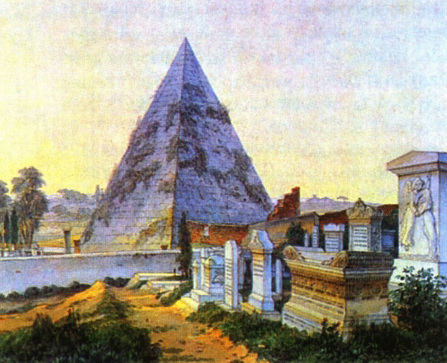
Tomba della principessa P. P. Vjazemskaja a Roma, 1835

### La famiglia e gli studi
Nacque in una famiglia di umili origini, ma con gli sviluppi della società estone degli anni 20, Lebedev riuscì a iscriversi a scuola, a studiare, dal 28 luglio 1827 al marzo 1829 presso il ginnasio dell'Università di Tartu, e grazie al suo talento artistico, fu aiutato dall'imperatore Nicola I di Russia per frequentare, dal 19 marzo 1829 al 1833, l'Accademia russa di belle arti di San Pietroburgo, dove seguì gli insegnamenti di MaKSim Vorob'ëv.
Durante la sua permanenza all'accademia, Lebedev ottenne numerosi premi, come due medaglie d'argento, una nel maggio 1832 e l'altra nel settembre 1832 per il paesaggio Veduta dell'isola Petrovskij a San Pietroburgo, oltre che una medaglia d'oro, nel 1833, una borsa di studio e l'opportunità di soggiornare all'estero per perfezionarsi, con l'opera paesaggistica Vista nelle vicinanze del Lago Ladoga.

### Il soggiorno italiano: il classicismo romantico
L'anno seguente Lebedev si trasferì in Italia, a Roma, dove strinse amicizia con gli artisti russi presenti nella capitale italiana, tra i quali Karl Pavlovič Brjullov, che lo aiutarono ad ambientarsi ed a proseguire la sua attività di pittore paesaggista già iniziata in patria con opere importanti come Vasilkovo. Tenuta dell'Ispettore dell'Accademia delle arti A. I. Krutov (1833).
Lebedev realizzò in Italia numerose opere, considerate le sue migliori, come Viale ad Albano vicino a Roma (1835-1836), Veduta di Castel Gandolfo vicino a Roma (1835-1836), Ariccia vicino a Roma (1836), Veduta del quartiere di Albano vicino a Roma (1836),  Viale ad Albano (1836), Nel parco dei Chigi (1837), che si caratterizzarono per l'espressività plastica, l'armonia, i giochi e i contrasti di luce e ombra, i dettagli dei personaggi, le bellezze della natura e dell'umanità dipinte con colori intensi, la gioia di vivere e l'ottimismo, gli schemi scolastici del classicismo con elementi sempre più prevalenti di stile romantico, quali l'emotività, i paesaggi esotici, la natura vissuta con intimità, l'affettività presente nelle immagini, il sole vivido e una vegetazione spontanea fitta e intricata.
Nel 1837, Lebedev soggiornò a Napoli, Capri, Sorrento, per trarre fonti di ispirazione per i suoi lavori, ma si ammalò di colera e morì.
Brjullov commentò la morte di Lebedev con le seguenti parole:
(Karl Pavlovič Brjullov, 1837)

## Opere principali
- Nel parco, 1830;
- Veduta dell'isola Petrovskij a San Pietroburgo, 1832;
- Vasilkovo. Tenuta dell'Ispettore dell'Accademia delle arti A. I. Krutov, 1833;
- Vista nelle vicinanze del Lago Ladoga, 1833;
- Paesaggio, 1833;
- Veduta di Castel Gandolfo vicino a Roma, 1835-1836;
- Viale ad Albano vicino a Roma, 1835-1836;
- Veduta del quartiere di Albano vicino a Roma, 1836;
- Paesaggio di Albano, 1836;
- Viale ad Albano, 1836;
- Ariccia vicino a Roma, 1836;
- Nel parco dei Chigi, 1837.